# Žepče
Žepče és una ciutat i un municipi de la zona central de Bòsnia i Hercegovina, situada entre Doboj i Zenica. Administrativament, forma part del Cantó de Zenica-Doboj de la Federació de Bòsnia i Hercegovina.

## Situació
La ciutat de Žepče es troba a la Bòsnia central, al costat de l'autopista M-17. El riu Bosna travessa la ciutat. Al costat i a dins de Žepče hi ha fonts d'aigües minerals. La ciutat es troba en una vall envoltada per muntanyes.

## Història
La ciutat és mencionada per les fonts per primera vegada el 1458 en una carta emesa pel rei bosnià Esteve Tomašević.
"... Pissanna Žepču va ljetu 1458. oktombrija 14. dan." (Escrita a Žepče l'any 1458. 14è dia d'octubre)

## Demografia
El 2001, els següents pobles croates dels municipis de Maglaj i Zavidovići es van unir al municipi de Žepče per formar una entitat de majoria croata: Adže, Pire, Ponijevo, Matina, Ljubatovići, Grabovica, Čustovo Brdo, Komšići, Radunice, Globarica, Brankovići, Donji Lug, Gornji Lug, Vrbica, Debelo Brdo, Osova, Vinište i Gornja Lovnica.

### Població del municipi el 1991
| Composició ètnica |              |              |           |           |        |
| Bosnians          | Serbis       | Croats       | Iugoslaus | Altres    | Total  |
| 1961              |              |              |           |           |        |
| 5,038 36.18%      | 2,033 14.60% | 5,978 42.93% | 821 5.90% | 54 0.39%  | 13,924 |
| 1971              |              |              |           |           |        |
| 7,531 44.54%      | 2,028 11.99% | 7,174 42.43% | 56 0.33%  | 117 0.71% | 16,906 |
| 1981              |              |              |           |           |        |
| 8,769 44.39%      | 2,004 10.14% | 7,813 39.55% | 933 4.72% | 235 1.20% | 19,754 |
| 1991              |              |              |           |           |        |
| 10,820 47.11%     | 2,278 9.92%  | 9,100 39.62% | 546 2.38% | 222 0.97% | 22,966 |

### Població de la ciutat el 1991
| Composició ètnica |          |        |        |        |        |        |           |        |        |       |       |
| Any               | Bosnians | %      | Serbis | %      | Croats | %      | Iugoslaus | %      | Altres | %     | Total |
| 1961              | 1,312    | 48.43% | 349    | 12.88% | 461    | 17.02% | 555       | 20.49% | 32     | 1.18% | 2,709 |
| 1971              | 2,242    | 69.87% | 227    | 7.07%  | 637    | 19.85% | 33        | 1.03%  | 70     | 2.18% | 3,209 |
| 1981              | 2,337    | 54.90% | 252    | 5.92%  | 935    | 21.96% | 640       | 15.03% | 235    | 1.20% | 4,257 |
| 1991              | 3,373    | 60.77% | 267    | 4.81%  | 1,448  | 26.09% | 373       | 6.72%  | 89     | 1.60% | 5,550 |

## Esport
La ciutat és seu del club de futbol Nogometni Klub Žepče (dissolt).

## Personatges il·lustres
- Abdulvehhab Ilhamija, poeta i escriptor
- Emir Preldžić, jugador de bàsquet
- Ivo Lozančić, polític
- Nedžad Ibrišimović, escriptor

## Galeria

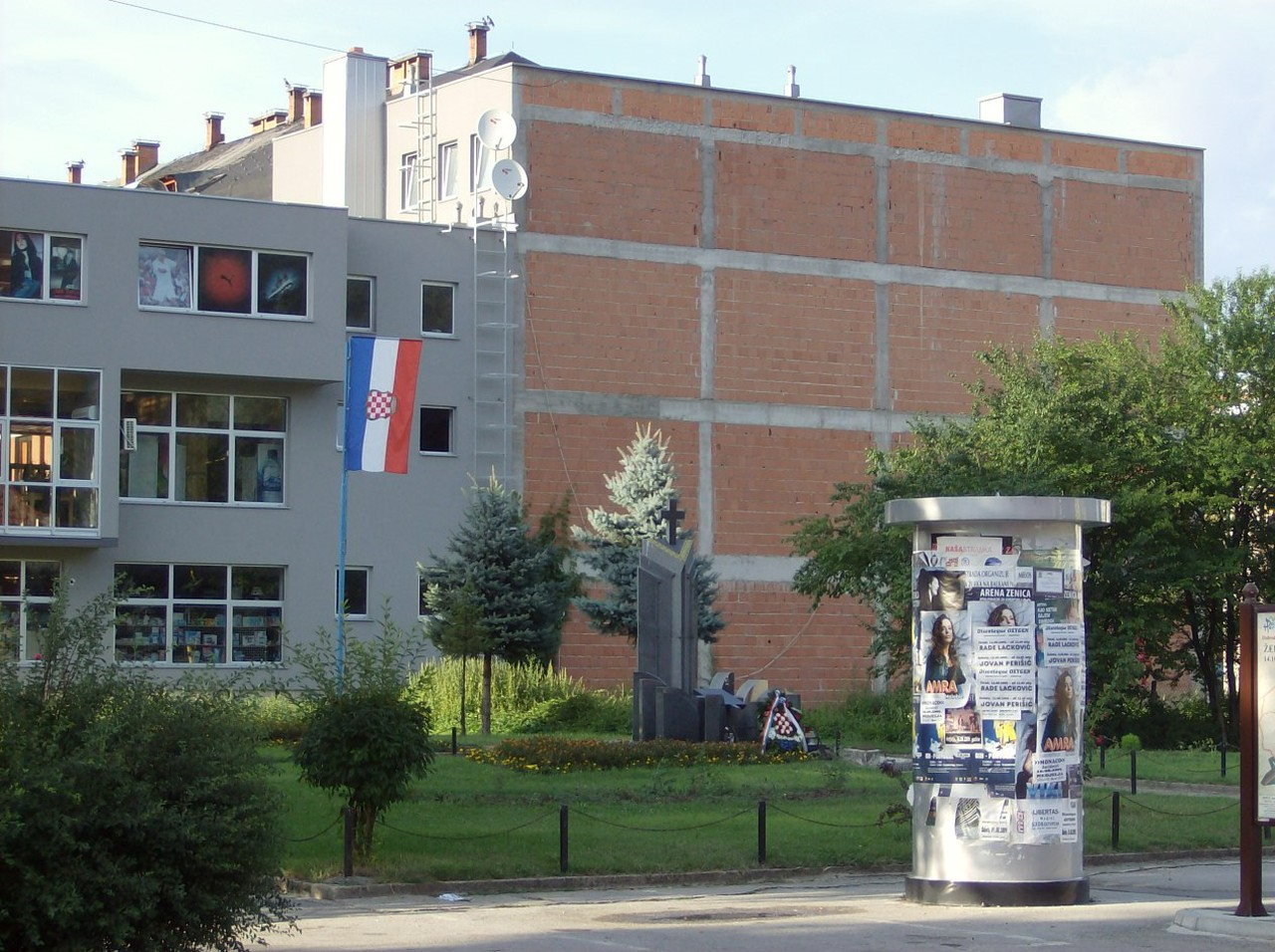
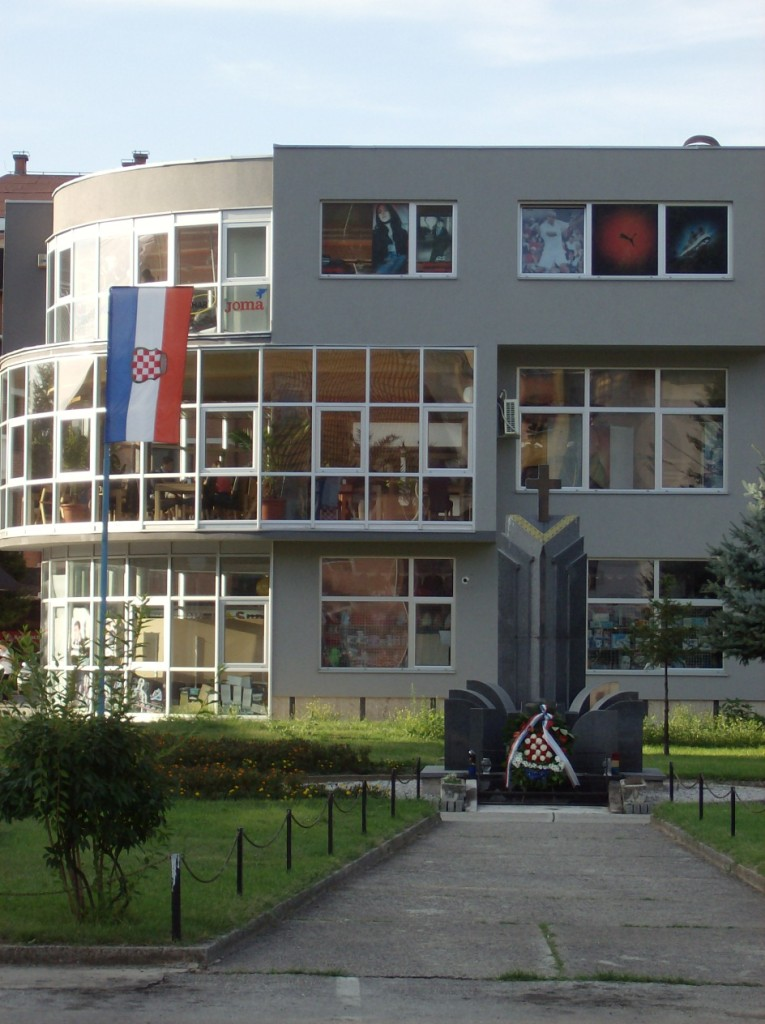
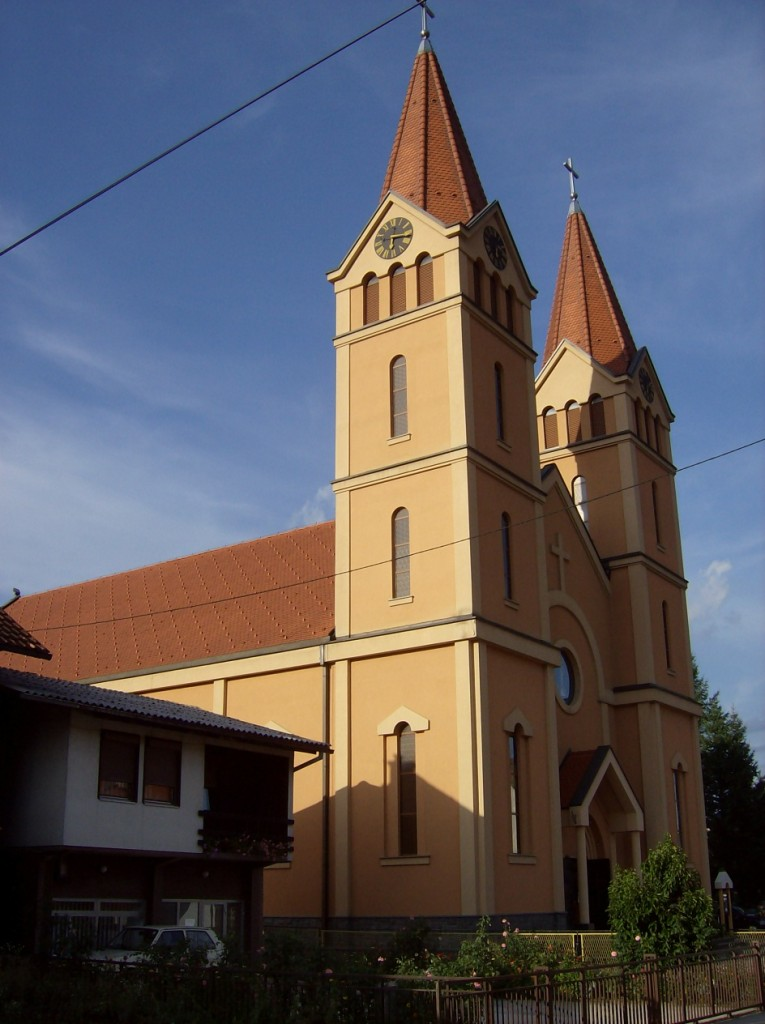
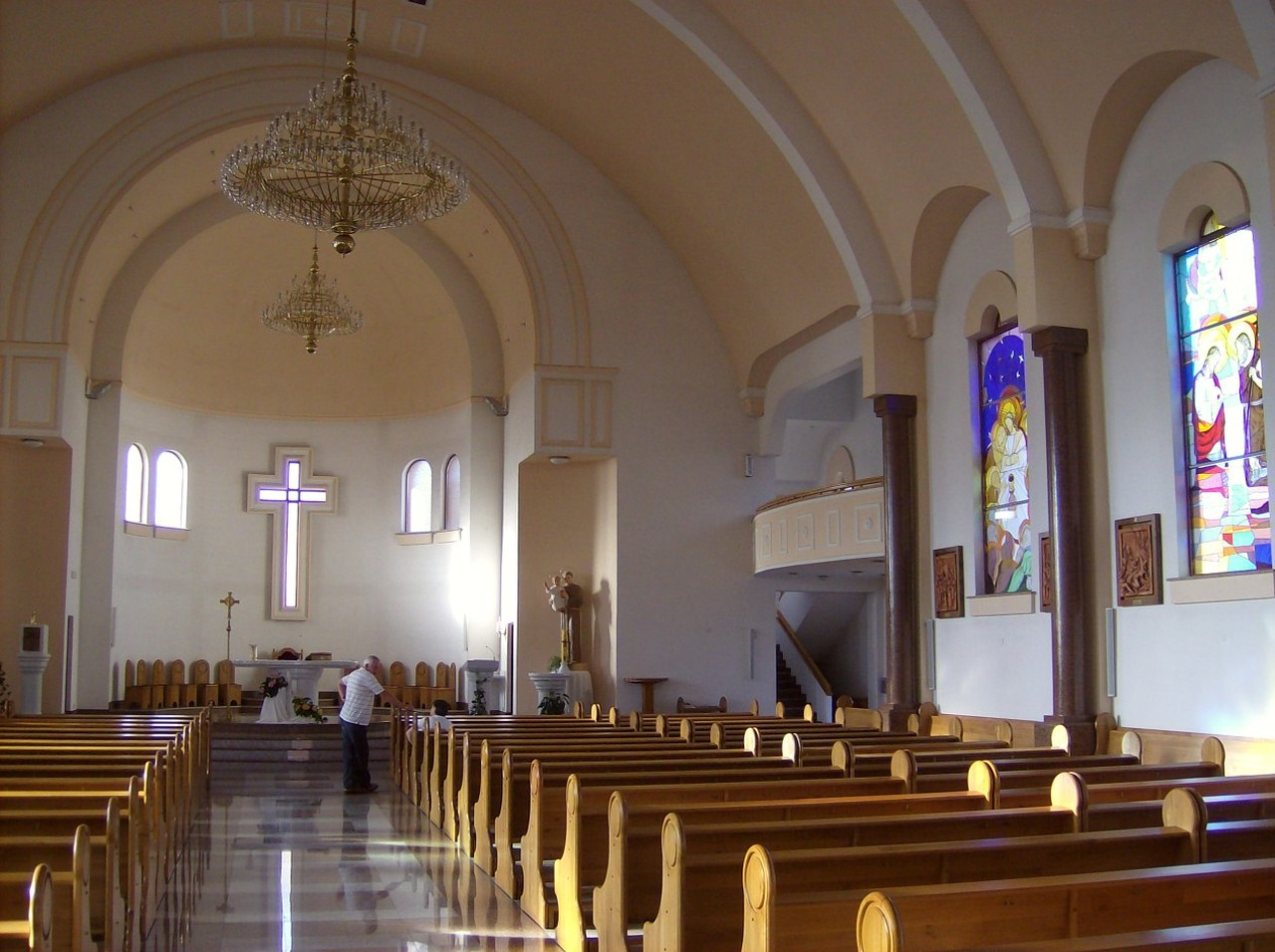
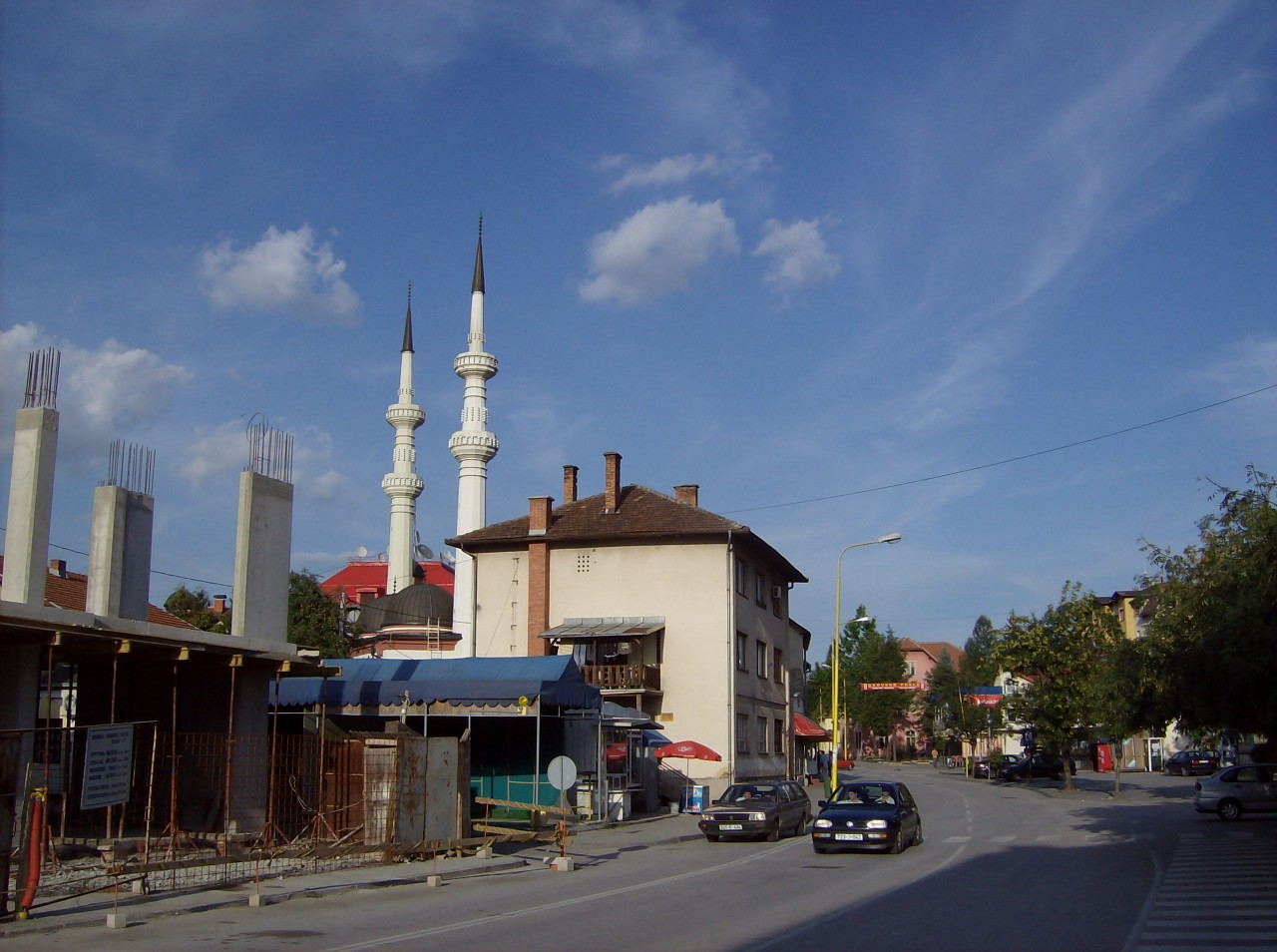